# ロマン・アモヤン
ロマン・アモヤン（Roman Amoyan、1983年9月3日 - ）は、アルメニアのレスリング選手。エレバン出身。2008年北京オリンピックレスリンググレコローマンスタイル55kg級の銅メダリストである。
アモヤンは、2008年北京オリンピックのレスリンググレコローマンスタイル55kg級に出場。準決勝に勝ち残ったが、この大会で銀メダルを獲得したアゼルバイジャンのロフシャン・バイラモフに敗北。しかし、3位決定戦で勝利し銅メダルを獲得した。

## 実績
- オリンピック
  - 2008年北京オリンピック　銅メダル
- ヨーロッパ選手権
  - 優勝　2006年
  - 2位　2003、2005、2008年